# Stéphane Bahoken
Stéphane Cédric Bahoken (Grasse, 28 mei 1992) is een Kameroens-Frans voetballer die doorgaans speelt als spits. In juli 2025 verliet hij Kayserispor. Bahoken maakte in 2018 zijn debuut in het Kameroens voetbalelftal.

## Clubcarrière
Bahoken speelde in de jeugd van Plascassier Grasse en RC Grasse, voor hij opgenomen werd in de opleiding van Nice. Bij deze club maakte hij op 29 mei 2011 zijn professionele debuut, tegen Valenciennes. Er werd met 2–1 verloren door twee treffers van Grégory Pujol en een late tegengoal van Éric Mouloungui. Bahoken begon op de reservebank en mocht van coach Éric Roy elf minuten voor tijd invallen voor Julien Sablé. Zijn eerste doelpunten voor Nice volgde op 10 maart 2013. Op die dag startte hij in de basis tegen Montpellier en Bahoken scoorde binnen dertig minuten twee keer. Bij zijn goals bleef het ook: 2–0.
Voor het seizoen 2013/14 werd de spits verhuurd aan St. Mirren. In de winterstop keerde hij terug bij Nice en zou hij verhuurd worden aan Bastia. Doordat hij al een wedstrijd voor het tweede elftal van Nice had gespeeld, mocht hij niet voor een derde club in dat seizoen uitkomen. Hierdoor maakte hij toch het seizoen af bij St. Mirren. In Schotland zou hij echter niet meer uitkomen gedurende de tweede helft van het seizoen 2013/14.
Na zijn terugkeer in Nice werd Bahoken verkocht aan Strasbourg, waar hij voor twee jaar tekende. Bij Strasbourg wist de spits twee seizoenen op rij kampioen te worden. Eerst in de Championnat National en daarna in de Ligue 2, waarmee Strasbourg promoveerde naar het hoogste niveau. In de zomer van 2019 maakte de Kameroener transfervrij de overstap naar Angers, waar hij zijn handtekening zette onder een verbintenis voor de duur van vier seizoenen. Na deze vier seizoenen verkaste Bahoken transfervrij naar Kasımpaşa, waar hij voor twee jaar tekende. Een jaar later vertrok hij om voor Kayserispor te gaan spelen.

## Clubstatistieken
| Seizoen | Club         | Competitie           | Competitie | Competitie | Beker | Beker | Internationaal | Internationaal | Totaal | Totaal |
| Seizoen | Club         | Competitie           | Wed.       | Dlp.       | Wed.  | Dlp.  | Wed.           | Dlp.           | Wed.   | Dlp.   |
| ------- | ------------ | -------------------- | ---------- | ---------- | ----- | ----- | -------------- | -------------- | ------ | ------ |
| 2010/11 | Nice         | Ligue 1              | 1          | 0          | 0     | 0     | —              | —              | 1      | 0      |
| 2011/12 | Nice         | Ligue 1              | 5          | 0          | 1     | 0     | —              | —              | 6      | 0      |
| 2012/13 | Nice         | Ligue 1              | 10         | 2          | 1     | 0     | —              | —              | 11     | 2      |
| 2013/14 | → St. Mirren | Premiership          | 5          | 0          | 0     | 0     | —              | —              | 5      | 0      |
| 2014/15 | Strasbourg   | Championnat National | 27         | 4          | 2     | 0     | —              | —              | 29     | 4      |
| 2015/16 | Strasbourg   | Championnat National | 30         | 6          | 0     | 0     | —              | —              | 30     | 6      |
| 2016/17 | Strasbourg   | Ligue 2              | 30         | 7          | 5     | 0     | —              | —              | 35     | 7      |
| 2017/18 | Strasbourg   | Ligue 1              | 26         | 7          | 6     | 2     | —              | —              | 32     | 9      |
| 2018/19 | Angers       | Ligue 1              | 32         | 11         | 1     | 0     | —              | —              | 33     | 11     |
| 2019/20 | Angers       | Ligue 1              | 20         | 4          | 4     | 3     | —              | —              | 24     | 7      |
| 2020/21 | Angers       | Ligue 1              | 30         | 6          | 3     | 1     | —              | —              | 33     | 7      |
| 2021/22 | Angers       | Ligue 1              | 29         | 3          | 1     | 0     | —              | —              | 30     | 3      |
| 2022/23 | Kasımpaşa    | Süper Lig            | 26         | 4          | 1     | 0     | —              | —              | 27     | 4      |
| 2023/24 | Kayserispor  | Süper Lig            | 23         | 3          | 3     | 1     | —              | —              | 26     | 4      |
| 2024/25 | Kayserispor  | Süper Lig            | 21         | 5          | 1     | 1     | —              | —              | 22     | 6      |
| Totaal  | Totaal       | Totaal               | 315        | 62         | 29    | 8     | 0              | 0              | 344    | 70     |

Bijgewerkt op 9 juli 2025.

## Interlandcarrière
Bahoken maakte zijn debuut in het Kameroens voetbalelftal op 25 maart 2018, toen met 1–3 gewonnen werd van Koeweit in een vriendschappelijke wedstrijd. Vincent Aboubakar scoorde eenmaal en Christian Bassogog kwam tot twee doelpunten. De tegentreffer was van Yaqoub Al-Tararwa. Bahoken moest van bondscoach Rigobert Song als wisselspeler aan het duel beginnen en hij viel dertien minuten na rust in voor Bassogog. De andere debutanten dit duel waren Fabrice Ngah (Difaâ El Jadida) en Léandre Tawamba (Partizan). Op 8 september 2018 kwam de aanvaller voor het eerst tot scoren. Namens de Comoren opende El Fardou Ben Nabouhane die dag de score, waarna Bahoken tien minuten voor tijd tekende voor de gelijkmaker. Hierbij bleef het dat duel.
| Interlands van Stéphane Bahoken voor Kameroen | Interlands van Stéphane Bahoken voor Kameroen | Interlands van Stéphane Bahoken voor Kameroen | Interlands van Stéphane Bahoken voor Kameroen | Interlands van Stéphane Bahoken voor Kameroen | Interlands van Stéphane Bahoken voor Kameroen | Interlands van Stéphane Bahoken voor Kameroen |
| №                                             | Datum                                         | Wedstrijd                                     | Uitslag                                       | Competitie                                    | Goals                                         |                                               |
| Als speler bij Strasbourg                     | Als speler bij Strasbourg                     | Als speler bij Strasbourg                     | Als speler bij Strasbourg                     | Als speler bij Strasbourg                     | Als speler bij Strasbourg                     | Als speler bij Strasbourg                     |
| --------------------------------------------- | --------------------------------------------- | --------------------------------------------- | --------------------------------------------- | --------------------------------------------- | --------------------------------------------- | --------------------------------------------- |
| 1                                             | 25 maart 2018                                 | Koeweit – Kameroen                            | 1 – 3                                         | Vriendschappelijk                             |                                               |                                               |
| 2                                             | 27 mei 2018                                   | Kameroen – Burkina Faso                       | 0 – 1                                         | Vriendschappelijk                             |                                               |                                               |
| Als speler bij Angers                         |                                               |                                               |                                               |                                               |                                               |                                               |
| 3                                             | 8 september 2018                              | Comoren – Kameroen                            | 1 – 1                                         | AK 2019 kwalificatie                          | 80'                                           |                                               |
| 4                                             | 16 november 2018                              | Marokko – Kameroen                            | 2 – 0                                         | AK 2019 kwalificatie                          |                                               |                                               |
| 5                                             | 20 november 2018                              | Brazilië – Kameroen                           | 1 – 0                                         | Vriendschappelijk                             |                                               |                                               |
| 6                                             | 14 juni 2019                                  | Kameroen – Mali                               | 1 – 1                                         | Vriendschappelijk                             |                                               |                                               |
| 7                                             | 25 juni 2019                                  | Kameroen – Guinee-Bissau                      | 2 – 0                                         | AK 2019                                       | 69'                                           |                                               |
| 8                                             | 29 juni 2019                                  | Kameroen – Ghana                              | 0 – 0                                         | AK 2019                                       |                                               |                                               |
| 9                                             | 2 juli 2019                                   | Benin – Kameroen                              | 0 – 0                                         | AK 2019                                       |                                               |                                               |
| 10                                            | 6 juli 2019                                   | Nigeria – Kameroen                            | 3 – 2                                         | AK 2019                                       | 41'                                           |                                               |
| 11                                            | 12 november 2020                              | Kameroen – Mozambique                         | 4 – 1                                         | AK 2019 kwalificatie                          |                                               |                                               |
| 12                                            | 16 november 2020                              | Mozambique – Kameroen                         | 0 – 2                                         | AK 2019 kwalificatie                          |                                               |                                               |
| 13                                            | 4 juni 2021                                   | Nigeria – Kameroen                            | 0 – 1                                         | Vriendschappelijk                             |                                               |                                               |
| 14                                            | 8 juni 2021                                   | Kameroen – Nigeria                            | 0 – 0                                         | Vriendschappelijk                             |                                               |                                               |
| 15                                            | 3 september 2021                              | Kameroen – Malawi                             | 2 – 0                                         | WK 2022 kwalificatie                          |                                               |                                               |
| 16                                            | 6 september 2021                              | Ivoorkust – Kameroen                          | 2 – 1                                         | WK 2022 kwalificatie                          |                                               |                                               |
| 17                                            | 8 oktober 2021                                | Kameroen – Mozambique                         | 3 – 1                                         | WK 2022 kwalificatie                          |                                               |                                               |
| 18                                            | 11 oktober 2021                               | Mozambique – Kameroen                         | 0 – 1                                         | WK 2022 kwalificatie                          |                                               |                                               |
| 19                                            | 13 november 2021                              | Malawi – Kameroen                             | 0 – 4                                         | WK 2022 kwalificatie                          |                                               |                                               |
| 20                                            | 13 januari 2022                               | Kameroen – Ethiopië                           | 4 – 1                                         | AK 2021                                       |                                               |                                               |
| 21                                            | 24 januari 2022                               | Kameroen – Comoren                            | 2 – 1                                         | AK 2021                                       |                                               |                                               |
| 22                                            | 6 februari 2022                               | Kameroen – Burkina Faso                       | 3 – 3 (5 – 3 n.s.)                            | AK 2021                                       | 71'                                           |                                               |

Bijgewerkt op 9 juli 2025.

## Erelijst
| Championnat National | 1 | 2015/16 |
| Ligue 2              | 1 | 2016/17 |